# (7533) Seiraiji
(7533) Seiraiji est un astéroïde de la ceinture principale.

## Description
(7533) Seiraiji est un astéroïde de la ceinture principale. Il fut découvert le 25 octobre 1995 à Nachikatsuura par Yoshisada Shimizu et Takeshi Urata. Il présente une orbite caractérisée par un demi-grand axe de 3,00 UA, une excentricité de 0,10 et une inclinaison de 3,6° par rapport à l'écliptique.